# Acid incadronic
Axit Incadronic (INN, tên thương mại Bisphonal) là một bisphosphonate.